# Ranunculus millefolius
Ranunculus millefolius är en ranunkelväxtart. Ranunculus millefolius ingår i släktet ranunkler, och familjen ranunkelväxter.

## Underarter
Arten delas in i följande underarter:
- R. m. hierosolymitanus
- R. m. millefolius